# Gazi Al-Asmari
Gazi Mushabab Al-Asmari (5 de septiembre de 1991) es un deportista saudita que compitió en taekwondo. Ganó una medalla de plata en el Campeonato Asiático de Taekwondo de 2014 en la categoría de –68 kg.

## Palmarés internacional
| Campeonato Asiático | Campeonato Asiático  | Campeonato Asiático | Campeonato Asiático |
| Año                 | Lugar                | Medalla             | Categoría           |
| ------------------- | -------------------- | ------------------- | ------------------- |
| 2014                | Taskent (Uzbekistán) | Medalla de plata    | –68 kg              |